# Shikome

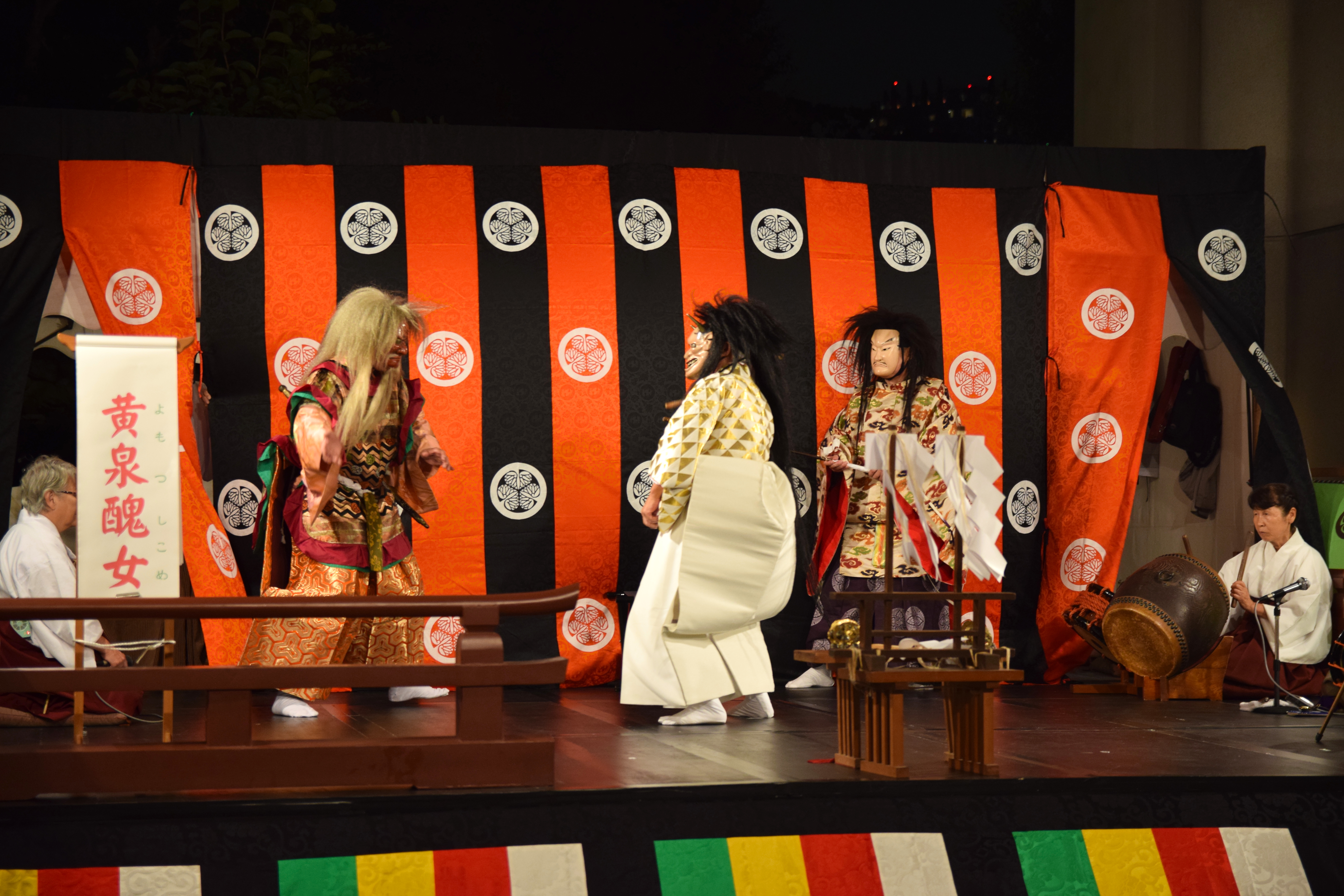
Shikome

Yomotsu-shikome (黄泉醜女?  lit. "Mujer fea del inframundo"), en la mitología japonesa, era una mujer vieja y fea enviada por la diosa muerta Izanami para perseguir su marido Izanagi, por haberla humillado al romper su promesa de no ver su cadáver putrefacto en el Inframundo (Yomi no kuni). También conocida por el nombre Yomotsu-hisame (泉津日狭女?), el nombre puede haber sido un término colectivo que se refiere a ocho mujeres viejas y feas, no solo a una.

## Relatos en mitología
La mujer fea aparece por el nombre Yomotsu-shikome (o Mujer Fea de Hades) en la primera crónica japonesa Kojiki. Hay discrepancias de si se trata de ocho mujeres demonio (Oni hembras), una sola mujer o varias mujeres llamadas Yomotsu-hisame. En cualquier caso, esta(s) dieron caza a Izanagi según el Nihon Shoki, el cual frecuentemente da interpretaciones distintas de otras fuentes alternativas.
Versión de Kojiki
Izanagi huía del inframundo en una persecución acalorada con Yomotsu-shikome. Izanagi primero arrojó su tocado negro, que se convirtió en una clase de uvas y retrasó el avance de Yomotsu-shikome mientras que las devoraba. Luego rompió su peineta Yutsu-tsuma-gushi ("peineta de dientes numerosos y juntos" 湯津爪櫛?) y la lanzó, y la pieza rota (los dientes) se convirtió en brotes de bambú, retrasándola de nuevo mientras que los sacaba y se los comía. Pero entonces a Yomotsu-shikome se le unió un ejército de 1500 dirigido con fuerza por ocho Deidades trueno. Izanagi blandió su  (十拳剣, "sable de diez puños de envergadura") pero continuaron persiguiéndole, hasta que se subió encima de la "pendiente plana" o "paso llano" en la entrada del inframundo, y lanzó tres melocotones, por los que el ejército retrocedió. Después de que esto, la propia Izanami salió a la persecución, e Izanagi bloqueó la entrada en la pendiente con una roca.
Versión de Nihon shoki
Aparte de la variante de nombre y la posibilidad de múltiples Yomotsu-hisame ("Ocho mujeres feas de Yomi"), hay algunas discrepancias menores, como la ausencia de las deidades del Trueno, el ejército y los melocotones. Cuando Izanagi llega entrada, Izanami ya estaba allí. Según un relato, Izanagi orinó en el árbol grande, de modo que el agua se convirtió en un río, y antes de que Yomotsu-hisame pudiera cruzar, Izanagi llegó la entrada llamada el "El paso llano de Yomi".

## Literatura crítica
Muchos han comentado en la conexión de esta historia con el melocotón, el cual en la tradición japonesa y china se considera que tiene poderes sobrenaturales que protegen del mal. El simbolismo del "Niño del melocotón" o Momotarō que derrota al Oni es a menudo utilizado como un paralelo familiar ilustrativo.